# Zhu Bo
Zhu Bo (chinois : 朱波) (né le 24 septembre 1960 à Dalian dans le Liaoning) est un joueur de football international chinois, qui évoluait au poste de défenseur, avant de devenir entraîneur.

## Biographie

### Carrière de joueur

#### Carrière en sélection
Avec l'équipe de Chine, il dispute 86 matchs (pour un but inscrit) entre 1983 et 1993. Il figure notamment dans le groupe des sélectionnés lors des Coupes d'Asie des nations de 1984, de 1988 et de 1992.
Il participe également aux Jeux olympiques de 1988. Lors du tournoi olympique, il joue trois matchs : contre la RFA, la Suède et enfin la Tunisie.

## Palmarès

### Palmarès en club
| Bayi - Championnat de Chine (2) : - Champion : 1981 et 1986. |  | Shenzhen Feiyada - Championnat de Chine (2) : - Champion : 1994 et 1995. |

### Palmarès en sélection
Chine
- Coupe d'Asie des nations :
  - Finaliste : 1984.